# Klubowe Mistrzostwa Europy w pétanque
Klubowe Mistrzostwa Europy w pétanque – turniej rangi mistrzowskiej wyłaniający najlepszy klub w Europie.

## Historia[1]
Pod koniec XIX w. wzrosła aktywność zainteresowaniem pétanque na starym kontynencie. Dążono do stworzenia oddzielnej organizacji, dzięki której istniałaby możliwość organizacji turniejów rangi Mistrzostw Europy. Pierwsze Klubowe Mistrzostwa Europy w pétanque zorganizowane były przez dwóch działaczy europejskich: Jan Sjölander ze Szwecji oraz Flemming Jensin z Danii. To dzięki nim od 1997 roku na stałe w kalendarz wpisały się Klubowe Mistrzostwa Europy.

## System rozgrywek
Prawo do uczestnictwa w turnieju mają kluby, które zdobyły Mistrzostwo Klubowe swojego kraju. Polskę reprezentuje klub, który wygrał I ligę w poprzednim roku. Aby awansować do ścisłego finału, należy przejść przez eliminację. Polska była organizatorem jednych z takich eliminacji. System gier jest troszkę inny od aktualnego rozgrywanego podczas Klubowych Mistrzostw Polski. Gra się bowiem w kombinacji:
- triplet mikst – triplet mikst1
- triplet dowolny – triplet dowolny
- dublet mikst – dublet mikst
- dublet dowolny – dublet dowolny
- dublet dowolny – dublet dowolny

1W składzie musi grać kobieta
Za każdy wygrany mecz drużyna zdobywa jeden punkt.

## Zwycięzcy[3]
Najlepsze kluby w Europie
| Rok  | Miejsce rozegrania Finałów            | Złoto                               | Srebro                                | Brąz                                                      |
| ---- | ------------------------------------- | ----------------------------------- | ------------------------------------- | --------------------------------------------------------- |
| 1998 | Kopenhaga/Hvidovre, Dania             | Szwecja Nobel Pétanque Malmö        | Dania Hvidovre Petanque Klub          | Finlandia Helsinki Boule Wielka Brytania Gravesend R.F.C. |
| 1999 | Genewa, Szwajcaria                    | Szwajcaria La Pétanque Génevoise    | Szwecja Lindome BK                    | Niemcy Düsseldorf sur Place Dania Odense Petanque Klub    |
| 2000 | Genewa, Szwajcaria                    | Belgia PC Elite Brussels            | Szwajcaria La Pétanque Génevoise      | Szwecja BK Rövarekulan Wahlbin                            |
| 2001 | Bruksela/Woluwe-Saint-Lambert, Belgia | Francja Groupe Nicollin Montpellier | Belgia PC Elite Brussels              | Niemcy 1.PC Viernheim                                     |
| 2002 | Montpellier, Francja                  | Francja Groupe Nicollin Montpellier | Włochy S.B. Valle Maira Dronero       | Szwajcaria La Pétanque Génevoise                          |
| 2003 | Montpellier, Francja                  | Francja Groupe Nicollin Montpellier | Francja Marais Montluçon              | Szwecja Ekeby Boulesällskap                               |
| 2004 | Rastatt, Niemcy                       | Francja D.U.C. Nice                 | Belgia PC Auderghem St-Anne Brussels  | Włochy S.B. Valle Maira Dronero                           |
| 2005 | Nicea, Francja                        | Francja Star Masters Barbizon-Paris | Francja D.U.C. Nice                   | Belgia PC Joli-Bois Brussels                              |
| 2006 | Lons-le-Saunier, Francja              | Belgia PC Joli-Bois Brussels        | Francja Star Masters Barbizon-Paris   | Francja D.U.C. Nice                                       |
| 2007 | Rastatt, Niemcy                       | Włochy Anpi Molassana-Casellese     | Belgia PC Auderghem St-Anne Brussels  | Niemcy 1. PC Viernheim                                    |
| 2008 | Genua, Włochy                         | Francja D.U.C. de Nice              | Belgia PC Auderghem St-Anne Bruxelles | Szwecja Coccinelle PC Malmö                               |
| 2009 |                                       | Francja D.U.C. de Nice              | Francja Marais Montluçon              | Włochy Bocciofila Valle Maira                             |
| 2010 |                                       | Francja D.U.C. de Nice              | Francja CMO Bassens                   | Monako Club Bouliste Monégasque                           |